# Aporophyla orientalis
Aporophyla orientalis är en fjärilsart som beskrevs av Herrich-Schäffer 1845. Aporophyla orientalis ingår i släktet Aporophyla och familjen nattflyn. Inga underarter finns listade i Catalogue of Life.